# Pizarro (1851)
El Vapor de ruedas Pizarro fue un buque con casco de madera y propulsión mediante dos ruedas de paleta laterales de la Armada Española, construido en Cádiz a mediados de 1851, y que prestó servicio hasta 1878.

## Historial
Poco después de entrar en servicio, Teniendo como comandante en 1856 a Jacobo de Mac-Mahón y de Santiago formó parte de la división del general Herrera que se encontraba en las costas de Marruecos y Levante y actuó en varias ocasiones como escolta del yate real. A mediados de 1860 formó parte de la división del general Rubalcaba, en el apostadero de La Habana, donde participa en operaciones contra México entre 1861 y 1862.
En 1870, se le destina a Puerto Rico, y en 1878 se le ordena regresar a la península para efectuar reparaciones. Tras recalar en Santo Tomé y las Islas Azores para reponer carbón, emprendió su última singladura. El 11 de septiembre de 1878, el fuerte oleaje y la tempestad dañaron seriamente el casco y el agua inundó el barco, sin que las bombas de achique pudiesen evitar el hundimiento.
Tras ordenar su comandante abandonar el barco, la tripulación fue rescatada por el clipper italiano Carlo Frugoni.